# Rhombodera sjoestedti
Rhombodera sjoestedti es una especie de mantis de la familia Mantidae.

## Distribución geográfica
Se encuentra en la isla Tenimbar.